# Raggedy Rose

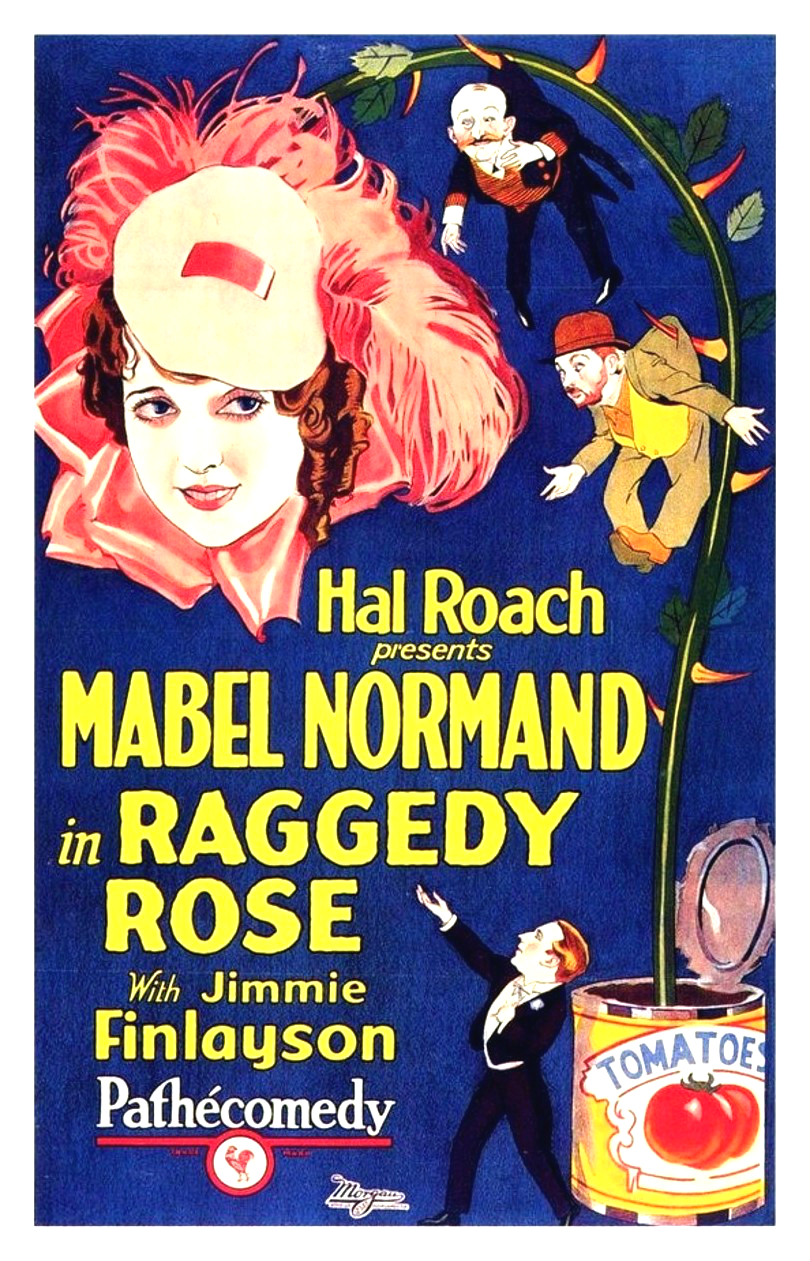
Affiche du film.

Raggedy Rose est un film américain réalisé par Richard Wallace et sorti en 1926, mettant en vedette Mabel Normand.

## Fiche technique
- Réalisation : Richard Wallace assisté de Stan Laurel
- Superviseur de la réalisation : F. Richard Jones
- Producteur : Hal Roach
- Photographie : Harry W. Gerstad, Floyd Jackman
- Montage : Richard C. Currier
- Genre : Comédie[1]
- Société de production : Hal Roach Studios
- Distributeur : Pathé Exchange
- Durée : 56 minutes
- Date de sortie : 7 novembre 1926

## Distribution
- Mabel Normand : Raggedy Rose
- Carl Miller : Ted Tudor
- Max Davidson : Moe Ginsberg
- James Finlayson : Simpson Sniffle
- Anita Garvin : Janice
- Laura La Varnie : sa mère
- Jerry Mandy : le chauffeur